# Melima caulerpae
Melima caulerpae är en kräftdjursart som beskrevs av Por 1964. Melima caulerpae ingår i släktet Melima och familjen Diosaccidae. Inga underarter finns listade i Catalogue of Life.